# Nîjnii Naholciîk
Nîjnii Naholciîk (în ucraineană Нижній Нагольчик) este o așezare de tip urban din raionul Antrațît, regiunea Luhansk, Ucraina. În afara localității principale, nu cuprinde și alte sate.

## Demografie
Componența lingvistică a așezării de tip urban Nîjnii Naholciîk
     Ucraineană (85,79%)
     Rusă (14,16%)
     Alte limbi (0,06%)
Conform recensământului din 2001, majoritatea populației așezării de tip urban Nîjnii Naholciîk era vorbitoare de ucraineană (85,79%), existând în minoritate și vorbitori de rusă (14,16%).